# Фаттори, Джованни
Джованни Фаттори (итал. Giovanni Fattori, 6 сентября 1825, Ливорно — 30 августа 1908, Флоренция) — итальянский художник, член группы Маккьяйоли. Один из крупнейших представителей итальянской живописи XIX века. Изначально стал знаменит как художник-баталист, затем под влиянием Барбизонской школы стал работать в пленэрной живописи, в основном в пейзажном жанре. После 1884 года много увлекался графикой.

## Биография и творчество
Джованни Фаттори родился в небогатой семье в Ливорно. Первоначально предполагалось, что он получит образование в торговле, но так как юноша проявил талант в живописи, в 1845 году он поступил в ученики к Джузеппе Бальдини, художнику, получившему образование в Риме, но работавшему в Ливорно. В 1846 году он переехал во Флоренцию, где брал частные уроки у Джузеппе Беццуоли, затем записался в Академию Художеств. О жизни Фаттори в 1840-е годы сохранилось мало документов. Известно, что в 1848 году он прервал обучение в Академии, сочувствовал национально-освободительному движению и хотел записаться в армию, но семья удержала его от этого шага. В 1850 году он возобновил обучение в Академии, делая большое количество зарисовок с натуры в небольших альбомах, которые всегда носил с собой. Известно также, что в начале 1850-х годов он был завсегдатаем Caffè Michelangelo во Флоренции, широко посещаемого художниками. К этому же времени относятся его первые художественные произведения.

### Ранний период (до 1860)
Очень небольшое число известных нам произведений Фаттори относятся к началу 1850-х годов. Под влиянием Беццуоли он писал портреты и исторические картины — в основном из истории Средних Веков и Возрождения. В 1855 году он выставил картину «Ильдегонда», написанную под влиянием рассказа Томмазо Гросси, на Promotrice fiorentina. Примерно в это же время начал вместе с туринским художником Адреа Гастальди экспериментировать в жанре реализма. Одновременно он продолжал заниматься исторической живописью.
В XIX веке Италия в художественном отношении представляла собой глубокую провинцию. В том же 1855 году ряд итальянских художников посетили Париж, где ознакомились с работами художников Барбизонской школы. Вернувшись, они распространили в Италии ранее там неизвестную идею пленэрной живописи. В 1859 году Фаттори познакомился с римским художником Джованни Коста, под влиянием которого также занялся пленэрной живописью. Во Флоренции из числа художников, посещавших кафе «Микеланджело», сформировалась группа Маккьяйоли, работавшая на пленэре и исповедовавшая принципы, близкие к импрессионизму, и иногда рассматривающаяся как предшествующая импрессионизму. Фаттори вошёл в эту группу, что существенным образом изменило его стиль, хотя он никогда не шёл так далеко в растворении контуров в свете, как импрессионисты.
В 1859 году Фаттори выиграл конкурс на лучшую патриотическую батальную сцену в рамках правительственного Concorso Ricasoli с картиной «После битвы при Мадженте». Вырученные средства позволили ему жениться в июле 1859 года на Сеттимии Вануччи и поселиться во Флоренции.

### Средний период (1861—1883)

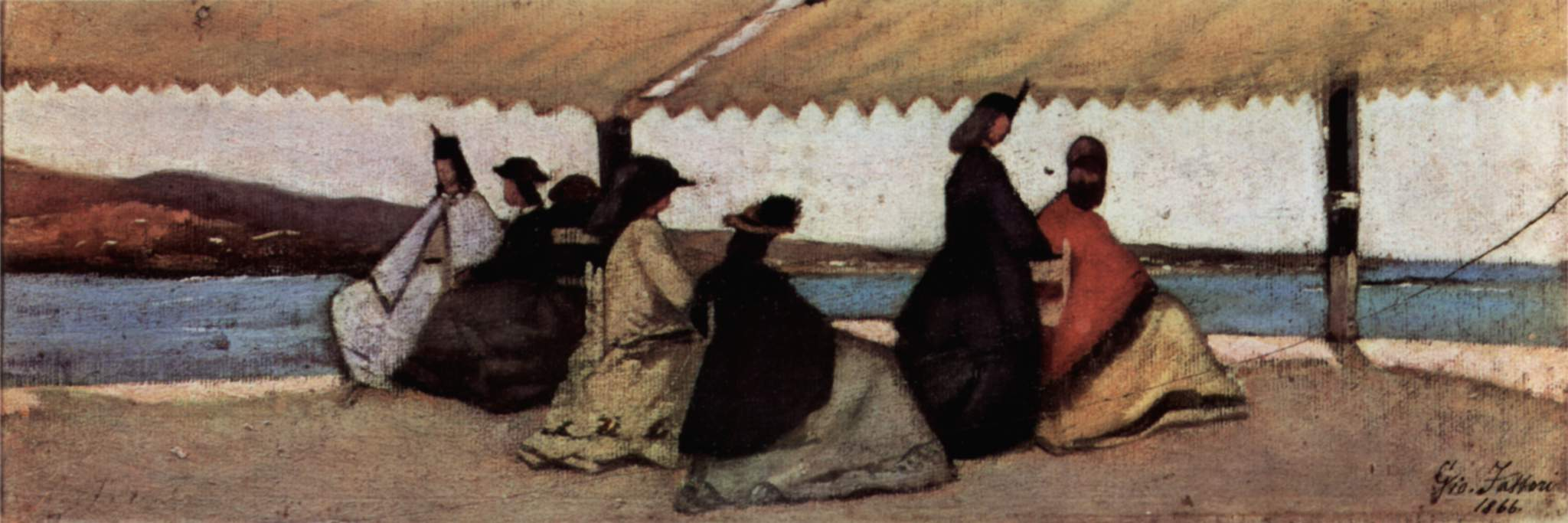
Ротонда в Пальмьери, 1866, Галерея современного искусства, Флоренция

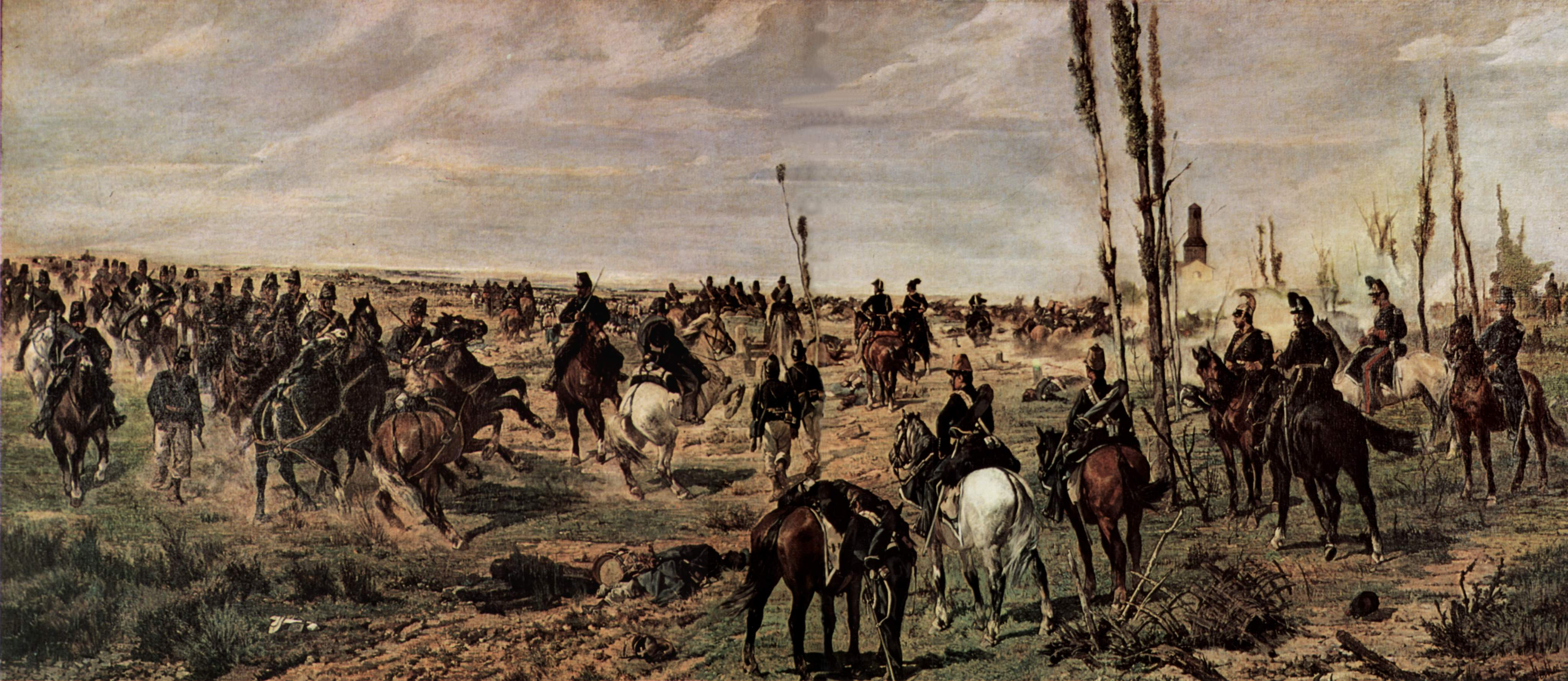
Битва при Монтебелло, 1864-1868, Музей Джованни Фаттори, Ливорно

Творчество Фаттори этого периода представляет собой синтез пленэрной живописи, когда фиксируется живой естественный свет, и традиционной живописи, когда большая картина готовится в студии по эскизам.
С 1861 по 1867 год художник в основном жил в Ливорно, так как его жена была больна туберкулёзом, и климат в Ливорно был более подходящим для неё. Он писал в основном сельские пейзажи, сцены из сельской жизни и портреты. В 1864 году Фаттори выставил четыре картины на выставке Promotrice fiorentina. В конце 1866 года он переехал в новое, большего размера, ателье во Флоренции, где работал над большими картинами на исторические, в основном батальные темы. В марте 1867 года умерла его жена.
Лето 1867 года Фаттори провёл в Кастильончелло, вместе с художником Джузеппе Аббати работая над сельскими пейзажами. Эти пейзажи отличает простота геометрических форм и особое внимание, уделённое свету. В 1870 году на выставке в Парме он получил приз за батальное полотно «Князь Амадео Феритио в Кустозе». Джованни Фаттори также получил бронзовые медали на Всемирных выставках в Вене (1873) и Филадельфии (1876).
В 1875 году он впервые посетил Париж, где одна из его работ, «Отдых», была выставлена в Салоне. Ему удалось познакомиться с некоторыми французскими художниками, в том чисе Камилем Писсарро, однако он воспринял импрессионизм без особенного энтузиазма, явно отдавая предпочтение барбизонской школе и выражая своё восхищение такими мастерами, как Камиль Коро и Эдуар Мане.
В конце 1860-х годов он начал давать частные уроки. Кроме того, с 1869 года он два дня в неделю преподавал во флорентийской Академии художеств, где одним из его студентов позже был Амедео Модильяни. Однако его батальные полотна покупали всё хуже, и Фаттори начал испытывать финансовые трудности. Он не смог платить налоги, и его недвижимость во Флоренции была конфискована за долги. В 1878 году он послал две картины на Всемирную выставку в Париже, но у него не было достаточно средств, чтобы поехать туда самому. Его депрессивное состояние конца 1870-х годов выразилось в сдвиге его творчества в сторону реализма. В 1880-е годы он писал в основном картины на сельскую тематику, в частности, домашних животных. Несколько его изображений стада коров экспонировались на выставке в Венеции 1887 года.

### Поздний период (после 1884)

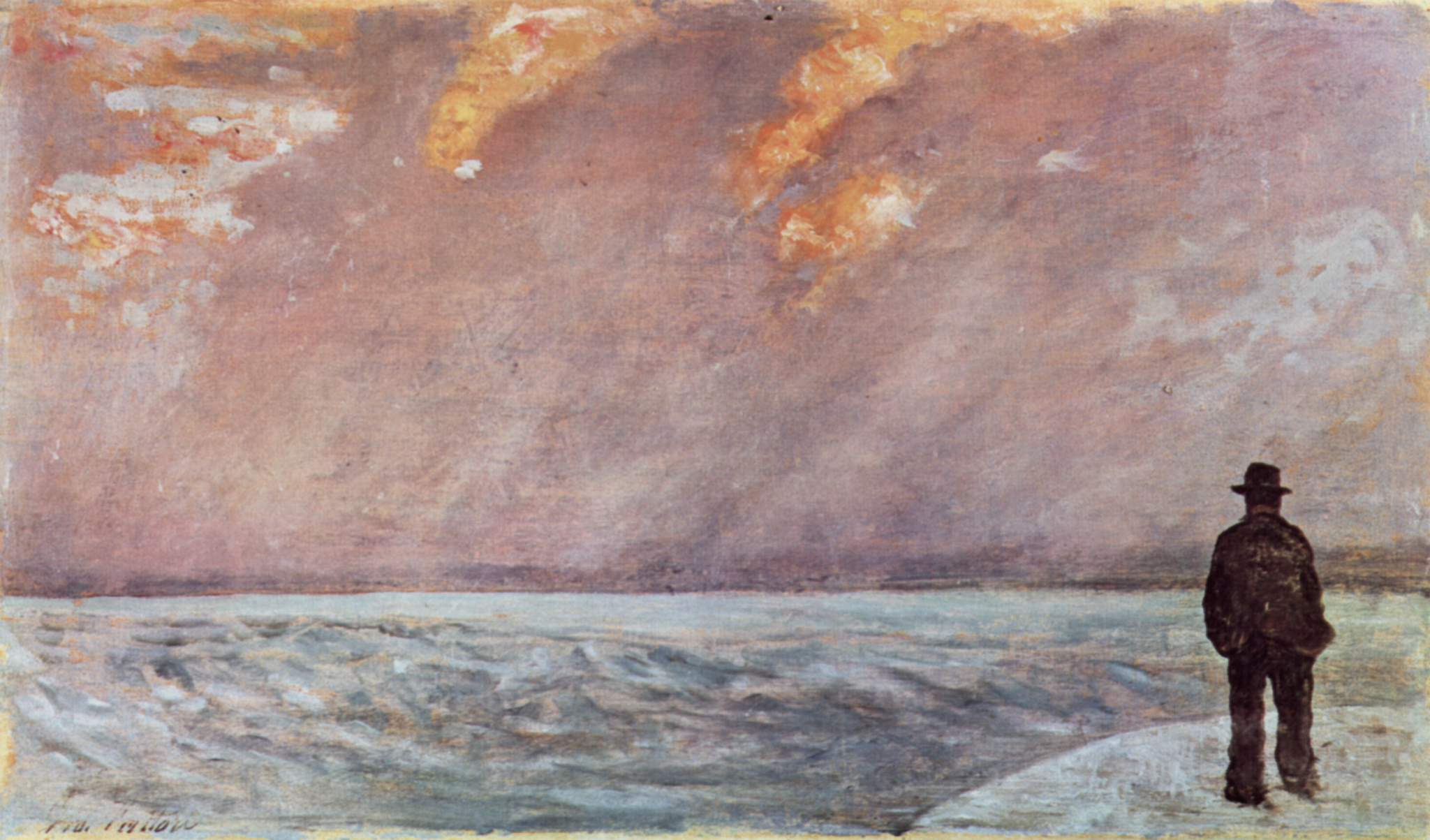
Закат солнца над морем (этюд)1890—1895, Галерея современного искусства, Флоренция

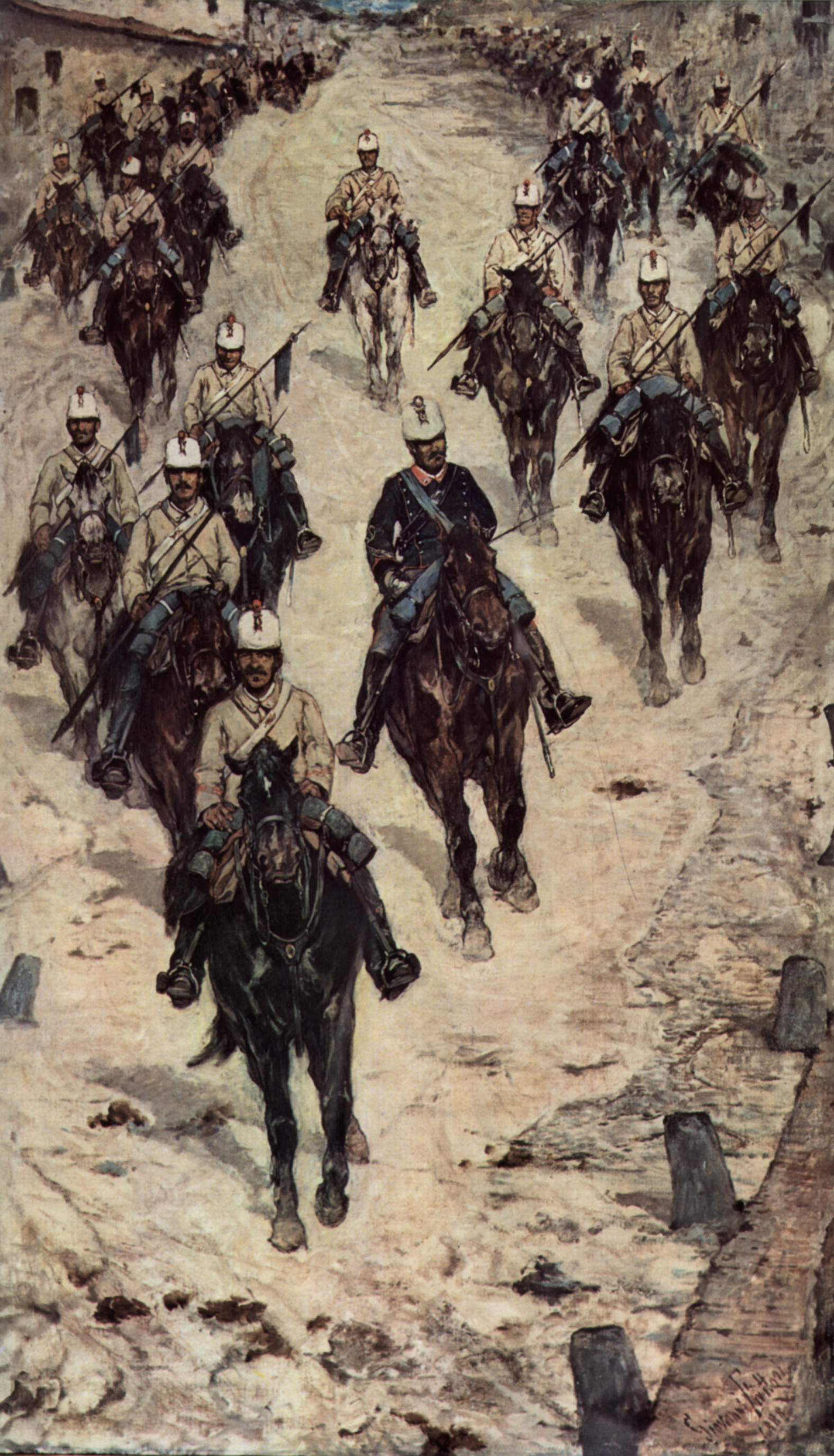
Кавалеристы на деревенской улице, 1888, собрание Тарагони, Генуя

После 1875 года Фаттори много работал в графике, и в особенности, после 1884 года, в технике офорта. Его офорты сразу были отмечены критикой, выставлялись в 1886 году на выставке Promotrice во Флоренции и в 1888 году на Национальной выставке в Болонье. В том же году его офорты купила Национальная галерея современного искусства в Риме. Отмечалось, что офорты Фаттори выделяются инновационной техникой и композицией.
В 1884 году он выпустил альбом с 20 литографиями, «20 Ricordi del vero». В 1888 году он был повышен в должности и стал профессором рисования в Академии художеств. В 1890-е и 1900-е годы он участвовал в ряде международных выставок, в частности, получил золотую медаль на Всемирной выставке в Париже в 1900 году. Его живопись этого периода в основном представлена большими холстами, выполненными в мастерской по пленэрным эскизам (которые Фаттори обычно писал на дереве) и выделяющимися ощущением пространства. В это же время он выступал как иллюстратор книг, в частности, выполнил иллюстрации к роману Алессандро Мандзони «Обручённые».
В 1891 году он женился во второй раз, на Марианне Бигоцци Мартинелли. Несмотря на значительные доходы от продажи своих работ, Фаттори жил в бедности и вынужден был давать частные уроки. После смерти второй жены в 1903 году он в 1906 году женился в третий раз, на Фанни Маринелли.
Под конец жизни Фаттори разочаровался в политическом развитии Италии, и следы глубокого разочарования видны в его творчестве. Он до конца своих дней преподавал в Академии, но не воспринял новых художественных течений, в частности, выступил с резкой критикой пуантилизма.
Джованни Фаттори умер 30 августа 1908 года во Флоренции и похоронен около церкви Санутарио делла Мадонна ди Монтенеро в деревне Монтенеро.

## Память
Работы Джованни Фаттори выставлены в наиболее престижных музеях современного искусства в Италии, таких как Национальная галерея современного искусства в Риме, Пинакотека Брера в Милане и Палаццо Питти во Флоренции.
В Ливорно открыт музей Джованни Фаттори.